# Adolf Itzenplitz
Karl Adolf Itzenplitz, auch Itzenblitz, (* Mai 1821 in Magdeburg; † 24. März 1883 in Schöneberg) war ein deutscher Bildhauer.

## Leben
Adolf Itzenplitz wurde im Jahre 1821 in Magdeburg geboren. Im Alter von 15 Jahren begann er eine Lehre bei dem Berliner Bildhauer Ludwig Wilhelm Wichmann. Bis zum Jahre 1846 verblieb er dort, ließ sich ausbilden und unterstützte seinen Lehrer bei der Ausführung größerer Arbeiten. Nach einer einjährigen Studienreise durch Deutschland begab er sich 1847 nach Rom. Dort übertrug ihm der zu dieser Zeit bereits erkrankte Franz Woltreck die Vollendung mehrerer angefangener Arbeiten. Nach dessen Tod und der Belagerung der Stadt im Jahre 1848 kehrte er nach Berlin zurück und beschäftigte sich zunächst mit Porträtbüsten und dekorativen Arbeiten. Neben seiner Tätigkeit als Bildhauer schrieb Itzenplitz Beiträge für kunstwissenschaftliche Zeitschriften. Nach dem Tod seines Vorgängers, des Bibliothekars Dähling, übernahm er zunächst kommissarisch zum Ende des Jahres 1879 die Verwaltung der Stelle des Bibliothekars der Königlichen Akademie der Künste in Berlin. Dieses Amt führte er bis zu seinem am 24. März 1883 erfolgten Tod mit großem Eifer und Engagement aus.
Verheiratet war Adolf Itzenplitz mit der deutschen Novellendichterin Marie Giese.

## Werke
- Lebensgroße Marmorstatue „Penelope, beim Zertrennen ihres Gewandes in Schlaf gesunken“ (1866)[6]
- Vier Karyatiden für Haus Krause in der Berliner Wilhelmstraße[7]
- Marmorstatue „Merkur“ für die neue Börse Berlin (1865)
- Porträtbüste des Staatsmannes David Hansemann (1868)[8]
- Porträtbüste des Sprachforschers Franz Bopp nach der Totenmaske (1868)[9]
- Porträtbüste des Arthur Lutze in Marmor (1868)
- Relief-Porträt des Komponisten Gustav Reichardt (1877)[10]